# Bürgerschaft de Brême
20e législature
Haus der Bürgerschaft
Le Bürgerschaft de Brême (en allemand : Bremische Bürgerschaft) est le parlement régional de la ville libre et hanséatique de Brême. Il se compose de 87 députés.

## Mode de scrutin
Le Bürgerschaft est constitué de 87 députés (en allemand : Mitglied der Bürgerschaft, MdB), élus pour une législature de quatre ans au suffrage universel direct et suivant le scrutin proportionnel de Sainte-Laguë. Le droit de vote est ouvert à partir de 16 ans révolus.
Chaque électeur dispose de cinq voix, qu'il peut attribuer à une ou plusieurs listes de candidats présentés par les partis politiques au niveau de la circonscription, ou à un ou plusieurs candidats selon les règles du panachage et du vote cumulatif. Le Land compte deux circonscriptions : Brême et Bremerhaven.
Lors du dépouillement, les 72 sièges de Brême et les 15 sièges de Bremerhaven sont répartis en fonction des voix récoltées au niveau de la ville, à condition qu'un parti ait remporté 5 % des voix au niveau de la circonscription concernée.

## Présidents du Bürgerschaft
| Nom                 | Nom                  | Durée       | Parti |
| ------------------- | -------------------- | ----------- | ----- |
|                     | August Hagedorn (de) | 1946 - 1966 | SPD   |
| Hermann Engel (de)  | 1966 - 1971          |             | SPD   |
| Dieter Klink (de)   | 1971 - 1995          |             | SPD   |
|                     | Reinhard Metz (de)   | 1995 - 1999 | CDU   |
|                     | Christian Weber      | 1999 - 2019 | SPD   |
| Antje Grotheer (de) | 2019                 |             | SPD   |
|                     | Frank Imhoff (de)    | 2019 - 2023 | CDU   |
|                     | Antje Grotheer (de)  | depuis 2023 | SPD   |